# Cérémonie d'ouverture de la Coupe du monde de football 2022

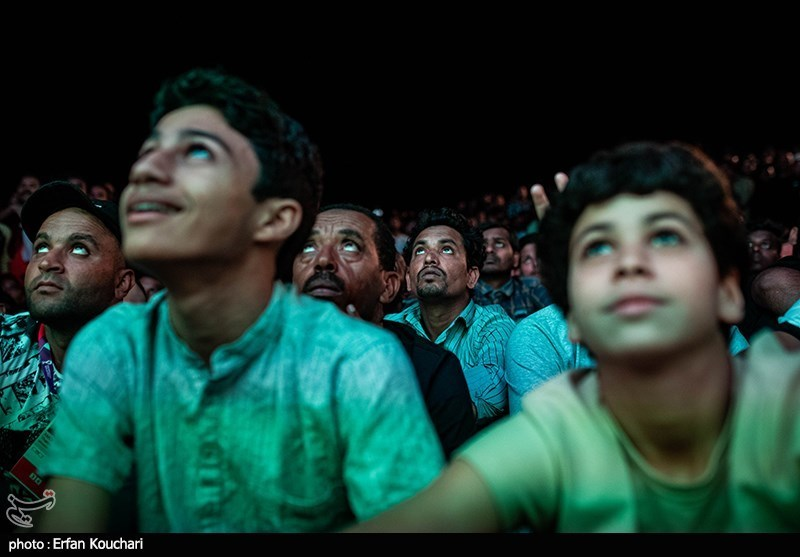
Public regardant la Cérémonie d'ouverture de la Coupe du monde de football 2022

La cérémonie d'ouverture de la Coupe du monde de football 2022 a lieu le 20 novembre au stade Al-Bayt à Al-Khor au Qatar. 
Elle est diffusée à 18 h UTC+03 (heure locale), avant le match opposant l'équipe du Qatar (pays organisateur) à l'Équateur, première journée du groupe A.
C'est le directeur artistique italien Marco Balich, qui a déjà œuvré pour plusieurs cérémonies des Jeux olympiques, qui est à la tête de l'organisation du spectacle.
Une série de concerts est également prévue, avec notamment Jeon Jungkook, chanteur sud-coréen du BTS et le rappeur américain Lil Boy, deux noms qui ont été confirmés. Plusieurs autres artistes sont pressentis pour être présents durant la compétition ; Maître Gims, Robbie Williams, les Black Eyed Peas, David Guetta, Maroon 5, J. Balvin, Major Lazer et Enrique Iglesias.

## Intervenants
- Morgan Freeman, acteur américain ;
- Marcel Desailly, champion du monde 1998 avec la France, venu présenter le trophée de la Coupe du monde ;
- Tamim ben Hamad Al Thani, émir du Qatar[3].